# Ruud van Feggelen
Rudolf Frederik Otto van Feggelen, detto Ruud (Amsterdam, 14 aprile 1924 – Deventer, 9 agosto 2002), è stato un pallanuotista e allenatore di pallanuoto olandese, vincitore di una medaglia di bronzo all'olimpiade di Londra 1948 e un oro ai Campionati Europei 1950.
Come allenatore, ha diretto i Paesi Bassi ai Giochi di Tokyo 1964 e di Città del Messico 1968.